# Gmina Trojanów
Die Gmina Trojanów ist eine Landgemeinde im Powiat Garwoliński der Woiwodschaft Masowien in Polen. Ihr Sitz ist das gleichnamige Dorf mit etwa 700 Einwohnern.

## Gliederung
Zur Landgemeinde Trojanów gehören folgende 28 Ortschaften mit einem Schulzenamt:
Babice
Budziska
Damianów
Derlatka
Dębówka
Dudki
Elżbietów
Jabłonowiec
Komory
Korytnica
Kozice
Kruszyna
Majdan
Mroków
Nowiny Życkie
Ochodne
Piotrówek
Podebłocie
Prandocin
Ruda
Skruda
Trojanów
Więcków
Wola Korycka Dolna
Wola Korycka Górna
Wola Życka
Żabianka
Życzyn
Weitere Orte der Gemeinde sind Babice-Kolonia, Mika, Mościska und Stasin.